# Nesomomus servus
Nesomomus servus är en skalbaggsart som beskrevs av Francis Polkinghorne Pascoe 1864. Nesomomus servus ingår i släktet Nesomomus och familjen långhorningar. Inga underarter finns listade i Catalogue of Life.